# Clark's Harbour
Clark's Harbour est une ville canadienne située sur le île du Cap de Sable dans le comté de Shelburne en Nouvelle-Écosse.
La principale industrie est la pêche au homard. En raison de cela ainsi que de l'histoire de la ville en tant que communauté de pêcheurs, la ville est connue comme le berceau du bateau de pêche Cape Islander.
La communauté est la ville la plus au sud de la province de la Nouvelle-Écosse, et donc l'une des villes les plus au sud du Canada, étant située à peu près sur un parallèle avec Bilbao, en Espagne et juste au nord de Rome. 

## Démographie
| 2001 | 2006 | 2011 | 2016 |
| ---- | ---- | ---- | ---- |
| 944  | 860  | 820  | 758  |